# Asterión (oceánida)
En la mitología griega, Asterión (en griego antiguo: Ἀστέριος) era un dios fluvial del Peloponeso tributario del Ínaco. Era hijo, como la mayoría de los ríos, de Océano y Tetis. Junto a sus hermanos Cefiso e Ínaco decidieron que la argólide pertenecía a Hera y no a Poseidón, poniendo así fin a la disputa que ambos dioses tenían sobre la región. De hecho, este oceánida estaba ya vinculado a la esposa de Zeus después de que sus hijas Eubea, Prosimna y Acrea hubieran ejercido de nodrizas de la diosa. En venganza por su decisión, y puesto que se le había prohibido provocar una inundación, Poseidón hizo todo lo contrario: privó al Asterión y a los otros dos ríos de agua permanente, por lo que sólo tenían curso después de las lluvias.